# Chochorsk
Chochorsk (ros. Хохорск) – wieś (sieło) w Rosji, w obwodzie irkuckim, w rejonie bochańskim. W 2021 liczyła 634 mieszkańców.